# Альфред III Віндіш-Грецький
Альфред III Віндіш-Грецький (нім. Alfred III. zu Windisch-Grätz), повне ім'я Альфред Август Карл Марія Вольфганг Ервін Віндіш-Грецький (нім. Alfred August Karl Maria Wolfgang Erwin zu Windisch-Grätz), (31 жовтня 1851—23 листопада 1927)— принц Віндіш-Грецький, австрійський політик, міністр-президент Австро-Угорщини з 11 листопада 1893 до 19 червня 1895 року, землевласник у Кладрубах (Західна Чехія).

## Біографія
Альфред Август народився 31 жовтня 1851 року у Празі. Він був єдиною дитиною в родині принца цу Віндіш-Грец  Альфреда Йозефа та його дружини Марії Ядвіґи. Мати померла, коли йому був рік. 
Навчався у громадській гімназії бенедиктиців Schottengymnasium у Відні. Згодом вивчав право у Празькому університеті та відвідував курси археології в університеті Будапешту та Падуї.
18 червня 1877 року у Відні одружився із Марією Габріелою Ауерсперзькою. У подружжя народилось семеро дітей.
Від 1879 року мав право відвідувати засідання верхньої палати рейхсрату Австро-Угорщини. 1883-го став членом сейму Чехії.

## Родина
Дружина —  Марія Габріела Ауерсперзька
Діти:
- Марія Ядвіґа (1878—1918) — одружена із графом Фрідріхом Сапарі, що нетривалий час був послом у Санкт-Петербурзі, мала сина та двох доньок;
- Альфред Людвіг (1879—1890) — помер у дитинстві;
- Крістіна Марія (1881—1895) — померла у 14 років;
- Вінченц Альфред (1882—1913)
- Агнеса Матильда (1884—1959) — одружена із Адольфом Марією, графом Тюн-Гогенштайн-Салм-Ріфершайд, народила п'ятеро дітей.[3]
- Вільгельміна (1885—1886) — померла немовлям;
- Марія Аглая (1887—1961) — одружена із графом Аппонай Каролем, мала п'ятеро дітей.[4]